# A
A letra A (á) é a primeira letra do alfabeto latino básico, sendo também, com algumas variações de forma, a primeira letra e primeira vogal (dentre A, E, I, O, U) dos alfabetos de escrita fonética, com exceção do alfabeto etíope. Em africâner, a letra é pronunciada como "aa". A letra é derivada da letra grega alpha (α), que também tinha o valor de som / a / e / a: /. A letra também está relacionada com o pictograma da cabeça de um boi no proto-semítico e com o hieróglifo egípcio.Utilizando no plural como / AS / 
| Hieróglifo egípcio da cabeça de um boi | Proto-semítico | Fenício aleph      | Etrusco A | Grego alpha | Romano A |
| -------------------------------------- | -------------- | ------------------ | --------- | ----------- | -------- |
|                                        |                | PhoenicianA-01.png |           |             |          |

## História
A forma do "A" encontra, aparentemente, sua origem num hieróglifo (pictografia) egípcio, simbolizando uma águia (ahom) na escrita hierática cursiva. Os fenícios renomearam a letra aleph (bovídeo), a partir da semelhança imaginada com a cabeça e os chifres deste animal. No alfabeto grego mais antigo, aleph passa a ser a letra alfa. Em seguida, ela se tornou o A romano, de onde a forma e o valor, em geral, foram transmitidos aos povos que mais tarde adotaram o alfabeto latino. Representa, entre os povos antigos, um grande poder místico e características mágicas, associadas ao número 1. É, assim, o aleph hebraico, o az dos eslavos e o alfa grego.
Para os cabalistas cristãos, o aleph é um símbolo santificado, representando a Trindade na Unidade, por ser composto por duas letras hebraicas yod, uma voltada para cima e outra invertida, com uma ligação entre elas.
| Egípcio                      | Cretense                             | Aleph fenício       | A semita                   | Alfa grego           | A etrusco            | A romano/cirílico     | Beócio 800–700 a.C. | Uncial grego                    | Uncial latino 300 d.C.           |
| ---------------------------- | ------------------------------------ | ------------------- | -------------------------- | -------------------- | -------------------- | --------------------- | ------------------- | ------------------------------- | -------------------------------- |
| Hieróglifo egípcio (bovídeo) | Versão recente de Creta da letra "A" | Aleph fenício       | Letra semita "A", versão 1 | Alfa grego, versão 1 | A etrusco, versão 1  | A romano              | Beócio              | Uncial grego clássico, versão 1 | Uncial latino 300 d.C., versão 1 |
|                              | A cretense                           | Versão fenícia de A | A semita, versão 2         | Alfa grego, versão 2 | A etrusco , versão 2 | Latino IV século a.C. | Beócio 800 a.C.     | Uncial grego clássico, versão 2 | Uncial latino 300 d.C., versão 2 |

Por volta de 1500 a.C., os fenícios deram à letra sua forma linear, que serviu de base para as formas mais tardias. O seu nome, provavelmente, corresponderia aproximadamente ao aleph do alfabeto hebreu.
Quando, na Grécia Antiga, se adotou o alfabeto, como não se fazia uso fonético da paragem glotal a que a letra obrigava nas línguas semíticas (e na língua fenícia em particular), a letra passou a designar a vogal [a], mudando-se o seu nome para alfa. Nas mais primitivas inscrições gregas, que datam do século VIII a.C., a letra aparece apoiada verticalmente de um lado, mas no alfabeto grego mais tardio, já tem uma forma semelhante ao a maiúsculo moderno (A), ainda que variantes locais se possam distinguir pelo encurtamento de uma das pernas ou pelo ângulo em que as linhas se cruzam.
Os etruscos levaram o alfabeto grego para a Península Itálica, sem lhe fazer qualquer alteração. Mais tarde, os romanos adotaram o alfabeto etrusco na escrita do latim. A letra resultante foi preservada no moderno alfabeto latino, o alfabeto mais utilizado atualmente.

## Fonética e códigos
Consoante a língua em que está sendo utilizada, a letra a pode assumir diversos sons. O som [ə], por exemplo, refere-se aos dois aa da palavra "cada", na pronúncia do português europeu.
O som [a] corresponde ao a de "má".
O som [ã] ao a de lã.
O alfa representa a letra a no Código Internacional de Sinais.
O código ASCII para o A maiúsculo (A) é 65 e para o a minúsculo (a) é 97.

Símbolo de Anarquia

## Outros usos
- Em inglês, "a" significa "um"/"uma" em português.[3]

- Em música, o A maiúsculo corresponde à nota musical "lá" nos países anglo-saxônicos e germânicos. Era também essa a notação utilizada na Idade Média.[4]
- O A minúsculo (a) é a abreviatura da unidade de medida agrária are.
- "a" pode também ser a abreviatura de "assinatura".
- Em lógica, é o signo de uma proposição universal afirmativa.
- Na bioquímica, representa o aminoácido alanina e a base nitrogenada adenina.
- Em astronomia, a letra A é utilizada para indicar a estrela principal de uma constelação, também dita alfa.
- Em cartografia marítima, é usado para representar a existência de bancos de areia.
- Em gramática, o A pode exercer as funções de substantivo, artigo definido, preposição, pronome pessoal ou pronome demonstrativo. Além disso, pode servir de prefixo de negação, como em anormal ou atemporal. A respeito, veja no Wikcionário: A#Ver Também.[5]
- O A maiúsculo é um tipo sanguíneo.[6]
- Em alguns países, como Estados Unidos e Canadá, "A+", "A" e "A-" são utilizados no sistema de notas escolares, e representam o maior aproveitamento possível.[7]
- No sistema de numeração hexadecimal (base 16) usado na computação e na matemática, a letra A representa o décimo algarismo do sistema de base 10.

- Unidades:[8]
  - Em física, o A maiúsculo é o símbolo de ampere, a unidade de medida da corrente elétrica SI, batizada em homenagem André-Marie Ampère;[9]
  - Com círculo em cima ("Å"), é o símbolo do angstrom, uma unidade de medida de comprimento igual a 10-10 metro ou 0,1 nanômetro, batizada em homenagem a Anders Jonas Ångström;[10]
  - Como prefixo, a- (atto) representa a quantidade 10−18, ou seja, 0,000000000000000001 vezes a unidade.[11]
- Em matemática:[12]
  - O A maiúsculo invertido (∀) é usado na matemática e na lógica como o quantificador universal ("para todo", ou "qualquer que seja");
  - Na numeração grega valia 1 (com acento superior) e 1000 (com acento inferior).
  - Em álgebra, a letra a em minúsculo é usada para denotar uma variável, muitas vezes aparecendo junto de b e c. Já em geometria, o A maiúsculo é utilizado para denotar segmentos, retas e ângulos, muitas vezes aparecendo junto de B e C.[13]

## Tipografia
| Letra A gótica | Letra A Uncial          | Outro exemplo da letra A gótica |
| romana moderna | Letra A itálica moderna | Letra A manuscrita moderna      |

## Códigos na computação
| Caractere                        | A                            | A                            | a                            | a                            |
| -------------------------------- | ---------------------------- | ---------------------------- | ---------------------------- | ---------------------------- |
| Nome Unicode                     | Letra latina A maiúscula (A) | Letra latina A maiúscula (A) | Letra latina A minúscula (a) | Letra latina A minúscula (a) |
| Codificação                      | decimal                      | hexadecimal                  | decimal                      | hexadecimal                  |
| Unicode                          | 65                           | U+0041                       | 97                           | U+0061                       |
| UTF-8                            | 65                           | 41                           | 97                           | 61                           |
| Referência de caractere numérico | &#65;                        | &#x41;                       | &#97;                        | &#x61;                       |
| Família EBCDIC                   | 193                          | C1                           | 129                          | 81                           |
| ASCII                            | 65                           | 41                           | 97                           | 61                           |

No formato Unicode, a caixa alta para a letra A é U+0041 e para caixa baixa é U+0061.

## Uso
A é a terceira letra mais utilizada na língua inglesa e a segunda mais usada nas línguas francesa e espanhola. Um estudo concluiu que 90,8% das palavras da língua inglesa tem presente a letra A e que este número é de 62,2% para o espanhol e de 39,5% para o francês.